# Gauss-Preis
Der GAUSS-Preis (benannt nach Carl Friedrich Gauß) ist ein Preis, der 1998 von der Deutschen Aktuarvereinigung (DAV) und der Deutschen Gesellschaft für Versicherungs- und Finanzmathematik (DGVFM) gestiftet wurde, um herausragende Leistungen auf dem Feld der Versicherungs- und Finanzmathematik zu würdigen. Für Teilnehmer bis 30 Jahre ist ein Nachwuchspreis ausgeschrieben.
2015 war der Preis mit 10.000 Euro dotiert, 2023 mit 3.000 Euro.
Nicht zu verwechseln ist der Gauss-Preis mit dem Carl-Friedrich-Gauß-Preis, der alle vier Jahre auf dem Internationalen Mathematikerkongress verliehen wird.

## Träger des Hauptpreises
- 1998: Hans-Otto Herr und Markus Kreer
- 2003: Gerhard Quarg und Thomas Mack
- 2008: Torsten Schöneborn
- 2009: Julia Eisenberg
- 2010: Anna Schlösser und  Rudi Zagst
- 2011: Natalie Scheer
- 2012: Mikhail Krayzler, Rudi Zagst und Bernhard Brunner
- 2013: Oskar Goecke
- 2015: Katja Schilling, Daniel Bauer, Marcus Christiansen und Alexander Kling
- 2017: Matthias Fahrenwaldt, Stefan Weber und Kerstin Weske
- 2019: Christian Furrer
- 2021: Mario Wüthrich, Łukasz Delong und Mathias Lindholm
- 2022: Gabriela Zeller und Matthias Scherer
- 2023: Axel Bücher und Alexander Rosenstock
- 2024: Nicolas Camenzind und Damir Filipović[3]